# Kalamarahalli, Challakere
Kalamarahalli là một làng thuộc tehsil Challakere, huyện Chitradurga, bang Karnataka, Ấn Độ.